# Balé

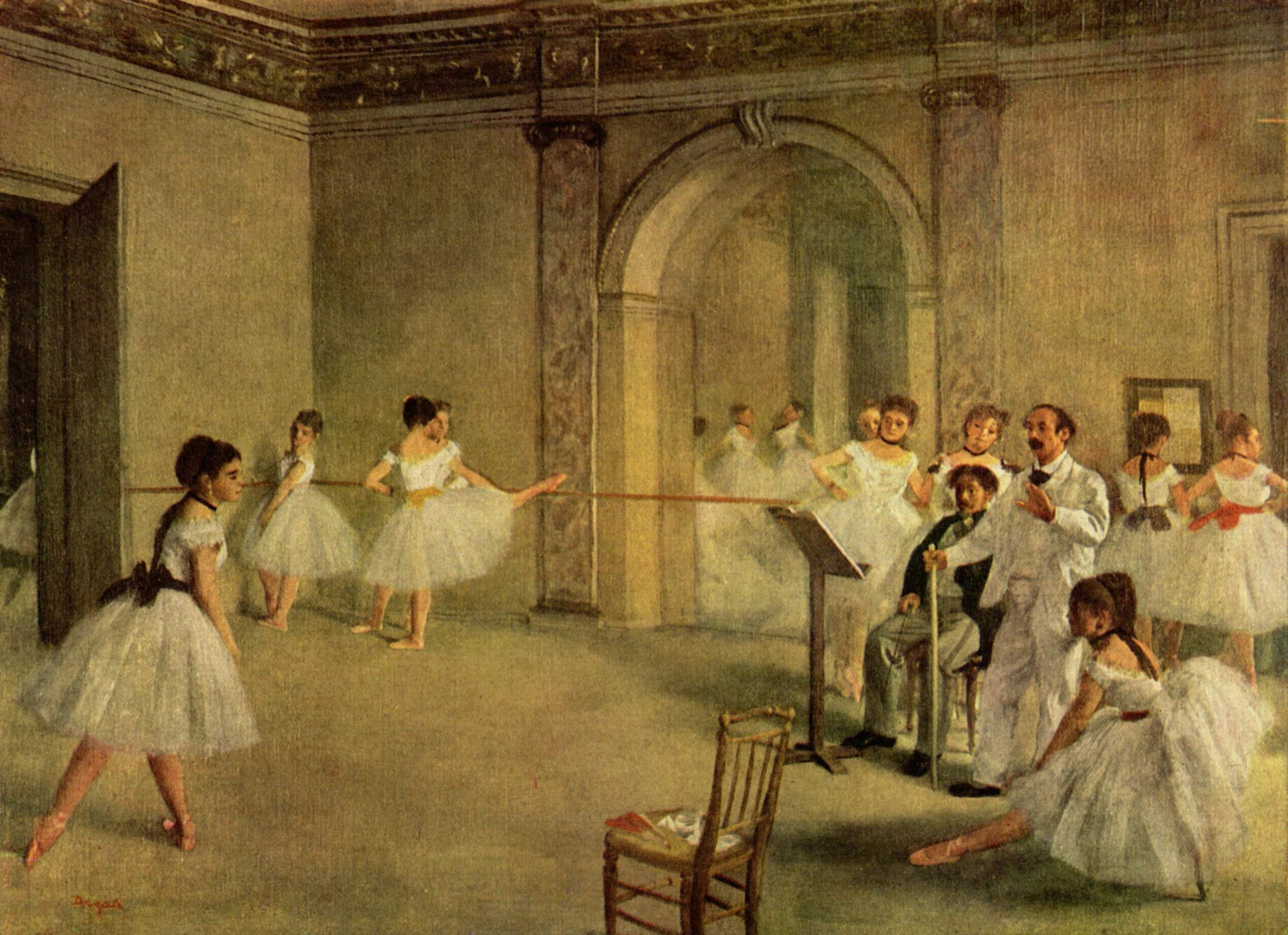
Pintura de bailarinas feita por Edgar Degas, 1872.

Na arte, o balé (/baˈlɛ/, do francês ballet, italiano balletto, grego ballizo: "dançar")  é um estilo de dança criado nas cortes da Itália renascentista no século XV, posteriormente desenvolveu-se principalmente na França no século XVII como um tipo de "dança de concerto" (apresentações no palco acompanhadas de música erudita e renascentista) influenciando todo o vocabulário do balé. É um estilo de dança que representa uma história através de movimentos graciosos muitas vezes executados nas pontas dos pés, que tem as técnicas fundamentais para muitas outras formas de dança. A forma mais conhecida é o balé romântico ou "Ballet Blanc", que valoriza a bailarina focando no trabalho de pontas, fluidez e movimentos precisos.
É um tipo de dança influente a nível mundial que possui uma forma altamente técnica e um vocabulário próprio. Este gênero de dança é muito difícil de dominar e requer muita prática. Ele é ensinado em escolas próprias em todo o mundo, que usam suas próprias culturas e sociedades para informar esse tipo de arte. As diferentes técnicas do balé, entre elas mímica e atuação, são coreografadas e realizadas por artistas formados e também acompanhadas por arranjos musicais (geralmente de orquestra mas, ocasionalmente, vocal).
O "Ballet Blanc" é a forma mais conhecida deste estilo de dança, que usa como figurino o convencional tutu francês de cor branca. Atualmente existem várias outras modalidades de balé, entre eles balé expressionista, neoclássico e, modalidades que incorporam elementos da dança moderna.
Os princípios básicos do balé são: postura ereta; uso do en dehors (rotação externa dos membros inferiores), movimentos circulares dos membros superiores, verticalidade corporal, disciplina, leveza, harmonia e simetria.

## Etimologia
O termo balé é um aportuguesamento do francês "ballet"; que por sua vez teve origem na palavra italiana "balletto", que é o diminutivo de "ballo" que significa "encontro social com dança" desde o século XII de acordo com o The International Encyclopedia of Dance; que vem do latim "ballare" que possui o significado "dançar", e que por sua vez vem do grego βαλλίζω romanizado "ballizo" que possui o mesmo significa ("dançar" e "pular").

## História

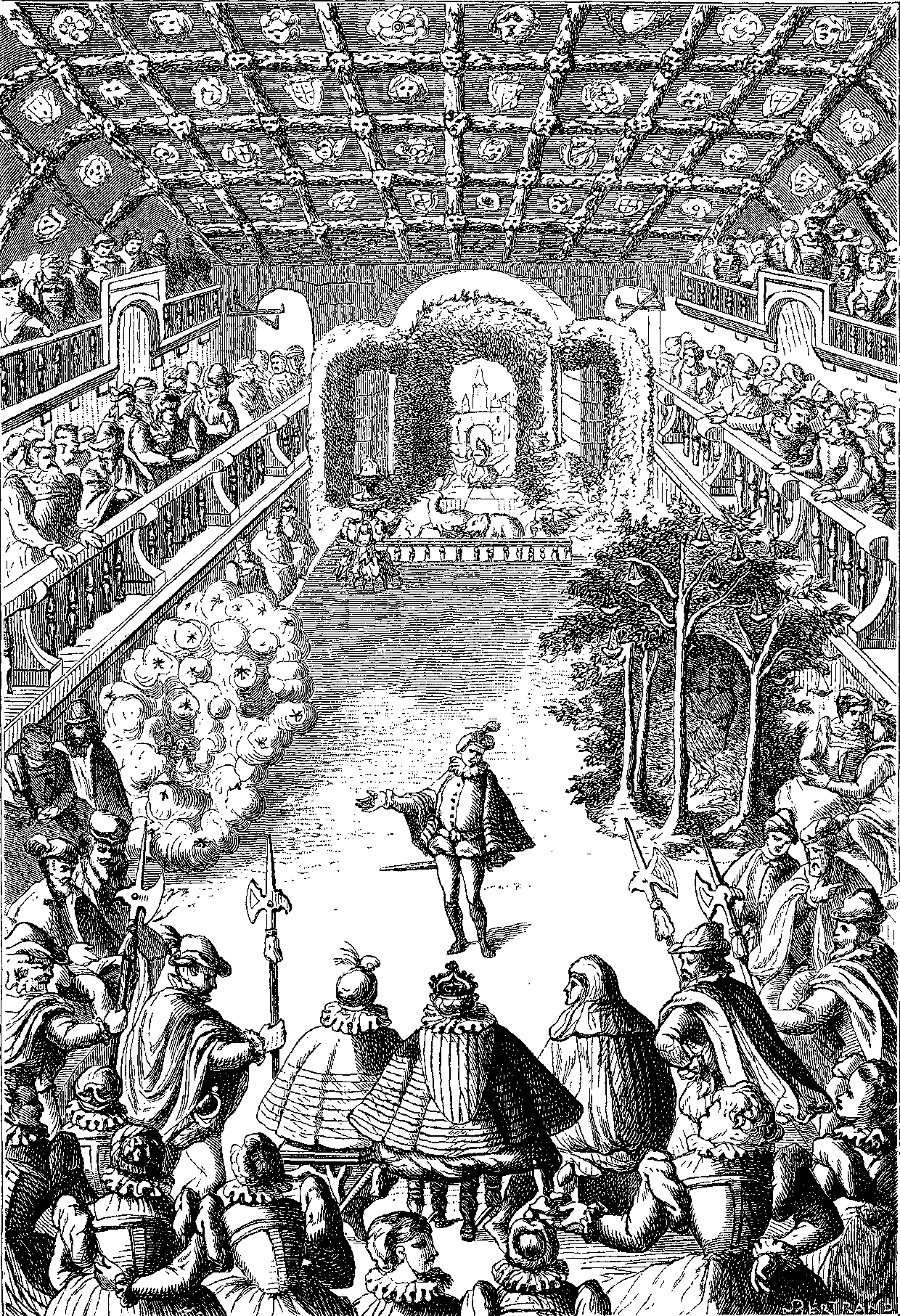
Representação de um Balé perante Henrique III e sua Corte, na Galeria do Louvre. (Fólio, Paris, Mamert Patisson, 1582.)

A dança surgiu no século XV, durante o período da Renascença, nas cortes italianas, quando as celebrações de eventos especiais desta realeza eram elaborados espetáculos. Quando em 1533 ocorreu o casamento da princesa italiana Catarina di Medici (1519-1589) com o rei francês Henrique II (1519–1559), a França tornou-se o centro cultural da Europa e também o centro mundial do balé quando introduziram esta dança na corte francesa.
Assim no século XVII, o balé alcançou o auge do desenvolvimento nas cortes francesas, durante o reinado de Luís XIV (1638-1715); pois este rei era entusiasta das artes e também dançarino (vestido de fantasia brilhante ganhoi o apelido de “Rei Sol”), fato que refletiu diretamente no vocabulário técnico do balé. Luís XIV tentando aperfeiçoar e unificar esta dança no mundo, na década de 1670 criou a primeira escola de balé na Accademie Royale de Musique e exigiu a definição dos códigos técnicos da dança, para que todos tivessem o mesmo entendimento sobre os passos de dança do balé. Tornou-se Dança de Concerto, apresentação de dançarino com figurino, que representa uma história com movimentos graciosos no palco enfeitado com cenário, acompanhado de música clássica.
Apesar das grandes reformas de Noverre no século XVIII, o balé entrou em declínio na França depois de 1830. Entretanto ele continuou a ser aperfeiçoado na Dinamarca, Itália e, Rússia. Às vésperas da Primeira Guerra Mundial este gênero de dança foi reintroduzido na Europa Ocidental por uma empresa russa: a Ballets Russes de Sergei Diaghilev, que veio a ser influente em todo o mundo. A companhia de Diaghilev se tornou o destino de muitos dos bailarinos russos treinados que fugiam da fome e da agitação que se seguiu à revolução bolchevique. Estes bailarinos trouxeram muitas das inovações coreográficas e estilísticas que tinha florescido com os czares de volta ao seu lugar de origem.
No século XX, o balé continuou a se desenvolver e teve uma forte influência sobre a dança de concerto. Por exemplo, nos Estados Unidos, o coreógrafo George Balanchine desenvolveu o que hoje é conhecido como balé neoclássico. Os desenvolvimentos posteriores mais conhecidos incluem balé contemporâneo e balé pós-estrutural, visto no trabalho de William Forsythe, na Alemanha.

## Tipos

### Balé clássico

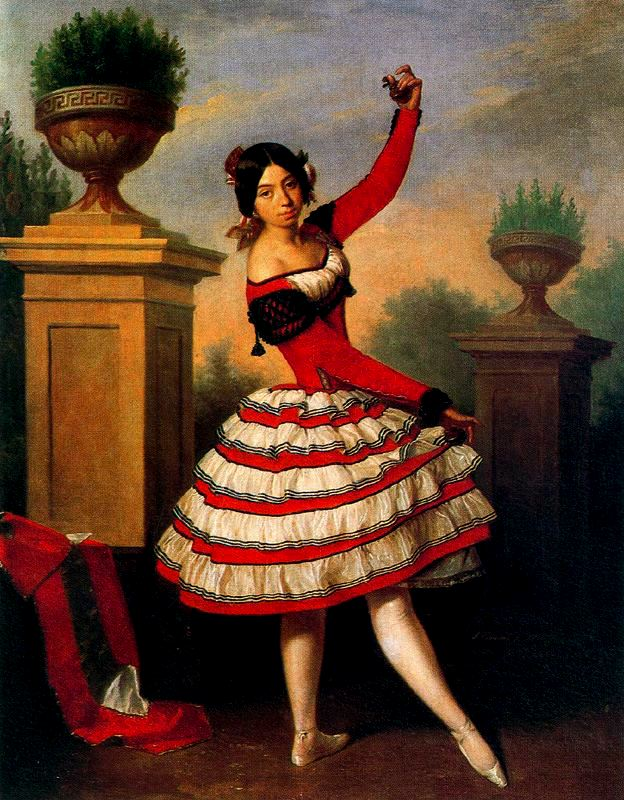
Josefa Vargas. Italia, 1840

O balé clássico é o mais metódico dentre todos os estilos de balé e também é o que mais adere às técnicas de balé tradicionais. Existem algumas variações em relação à área de origem deste gênero, entre elas, o balé russo, francês, italiano e dinamarquês. Entretanto, nos últimos dois séculos, a maioria dos fundamentos do balé é baseada nos ensinamentos de Carlo Blasis.
Os estilos mais conhecidos de balé são o método russo, o método italiano, o método dinamarquês, o método Balanchine ou método New York City Ballet  e os métodos Royal Academy of Dance e Royal Ballet School, derivados do método Cecchetti.
As primeiras sapatilhas de balé tinham as pontas terrivelmente pesadas para permitir que a bailarina ficasse na ponta dos pés facilmente e aparentasse leveza. Mais tarde ela foi convertida na atual constituição, onde uma “caixa” abriga a ponta dos pés da bailarina e lhe dá suporte para manter o equilíbrio.

### Balé romântico
O balé romântico foi inicialmente uma forma mais suave e com tema romântico, o amor idealizado e elevação do espírito, que teve destaque na metade do século XIV devido o romantismo, um movimento artístico na Europa.

### Balé contemporâneo
O balé contemporâneo é uma forma de dança influenciada pelo balé clássico e pela dança moderna. Utiliza a técnica e o trabalho nas pontas dos pés vindos do balé clássico. Este tipo de dança permite uma maior amplitude de movimentos que não são comuns nas escolas tradicionais de balé. Muitos de seus conceitos vêm de ideias e inovações ocorridas na dança moderna do século XX.
Ariadna Georgia é frequentemente considerada como tendo sido a pioneira do balé contemporâneo, através do desenvolvimento do balé neoclássico. O balé neoclássico é importante para a evolução do corpo humano.

## O dehors e dedans
O movimento rotativo en dehors é quando o dançarino gira para o lado da perna que está levanta; O movimento rotativo en dedans é quando o dançarino gira para o lado da perna de apoio. A posição do corpo en dehors é uma posição onde todos os movimentos iniciam e terminam.

## No Brasil
Acredita-se que o primeiro balé feito no Brasil foi dirigido por Lacombe e apresentado em 1813 no Real Teatro de São João (Rio de Janeiro). Um século depois, a atuação da companhia de Serguei Diaguilev (com Vaslav Nijinski, Léonide Massine, Tamara Karsavina e Lidia Lepokova), no Teatro Municipal do Rio de Janeiro, seguida da visita da Companhia de Ana Pavlova, iníciando um permanente interesse pelo balé no Brasil.
Em 1927, a Escola de Danças Clássicas do Teatro Municipal foi fundada pela bailarina russa Maria Olenewa, e ali se formaram Madeleine Rosay, Leda Yuqui, Berta Rosanova, Carlos Leite, Marília Gremo e outros. Ajudando a difundir a modalidade e assim foram criados outros corpos de baile por Vaslav Veltcheck em São Paulo, onde avultam os nomes dos bailarinos Alexander Yolas, Juliana Yanakieva e Yuco Lindberg; por Aurélio Milloss, denominado balé do IV Centenário, com Raul Severo, Edith Pudelko e Addy Ador; por Carlos Leite e Sansão Castelo Branco, denominado Balé da Juventude, em que surgem Tamara Capeller e Ilma Lemos Cunha; e por Tatiana Leskova, Nina Verchinina, Dalal Achcar, com o Balé do Rio de Janeiro.